# Бутурлин, Сергей Сергеевич
Сергей Сергеевич Бутурлин (20 февраля [4 марта] 1885, Париж — 28 сентября 1965, Нью-Йорк) — русский военачальник, полковник, участник Первой мировой войны. Один из основателей Историко-родословного общества в Москве. Георгиевский кавалер.

## Биография
Сын генерала от инфантерии в отставке Сергея Сергеевича Бутурлина от его брака с княжной Екатериной Петровной Туркестановой родился в Париже 20 февраля (4 марта) 1885 года. Был крещён в церкви Св. князя Александра Невского при Императорском российском посольстве в Париже, крестник К. М. Нарышкина и графини Ю. С. Бобринской.
Окончил университетское отделение лицея Цесаревича Николая и 22 апреля 1905 года — Пажеский корпус; 29 августа того же года поступил в кавалергарды в качестве подпоручика. В 1905 году был одним из основателей Историко-родословного общества в Москве. 9 августа 1907 года был произведён в корнеты. 
Принимал участие в Первой мировой войне: добровольцем вступил в Эриванский гренадерский полк. Был награждён Георгиевским оружием (ВП от 07.11.1915).

## Реляция о награждении
Кавалергардского Ея Величества Государыни Императрицы Марии Феодоровны полка, состоящему в прикомандировании к 13-му Л.-Гр. Эриванскому Царя Михаила Феодоровича полку Шт.-Ротм. Сергею Бутурлину, за то, что и бою 15 апреля 1915 года у дер. Павлово-Кастельно, командуя ротой и занимая позицию впереди расположения полка, под сильным ружейным и пулеметным огнём приостановил наступление на свой участок значительно превосходных сил противника, лично руководя отбитием атаки, а затем с частью своей роты лично бросился в штыки на неприятеля, выбил его из занимаемых им окопов и заставил отступить.— «Русский Инвалид». — 18 ноября 1915. — № 268.
После революции 1917 года эмигрировал. Одно время был во Франции; жил в Англии, затем уехал в США. Член-учредитель и член совета Русского историко-родословного общества в Нью-Йорке; товарищ председателя Союза русских дворян в Америке.
Скончался 28 сентября 1965 года в Нью-Йорке.
Был женат на Софье Александровне Кутузовой и от неё имел сына Сергея (1932).